# Почему тракторный завод останется в Канаде
«Почему тракторный завод останется в Канаде» — аналитическая записка российского бизнесмена и политика Константина Бабкина, адресованная Президенту Российской Федерации Владимиру Путину. Была опубликована 2 октября 2013 года в блоге К. Бабкина в Живом Журнале в форме открытого письма. В ней главе государства объяснялось, почему тракторы выгоднее производить в Канаде, чем в России. Записка появилась в качестве ответа на заданный Путиным Бабкину вопрос почему завод «Ростсельмаш» не переносит производство тракторов из Канады в Россию. Вопрос прозвучал в середине сентября 2013 года в Усть-Лабинске на совещании по проблемам российского сельского хозяйства, на котором рассматривались и вопросы сельхозмашиностроения. Открытое письмо было многократно растиражировано в деловых изданиях и в СМИ, вызвав «нешуточный скандал». В прессе упоминается как «знаменитая аналитическая записка». Используется в научных трудах в качестве источника.
В записке показано, что для эффективного функционирования предприятия решающую роль оказывает «финансовый климат» в стране, а не его собственная технико-технологическая, кадровая и маркетинговая политика.

## Предыстория

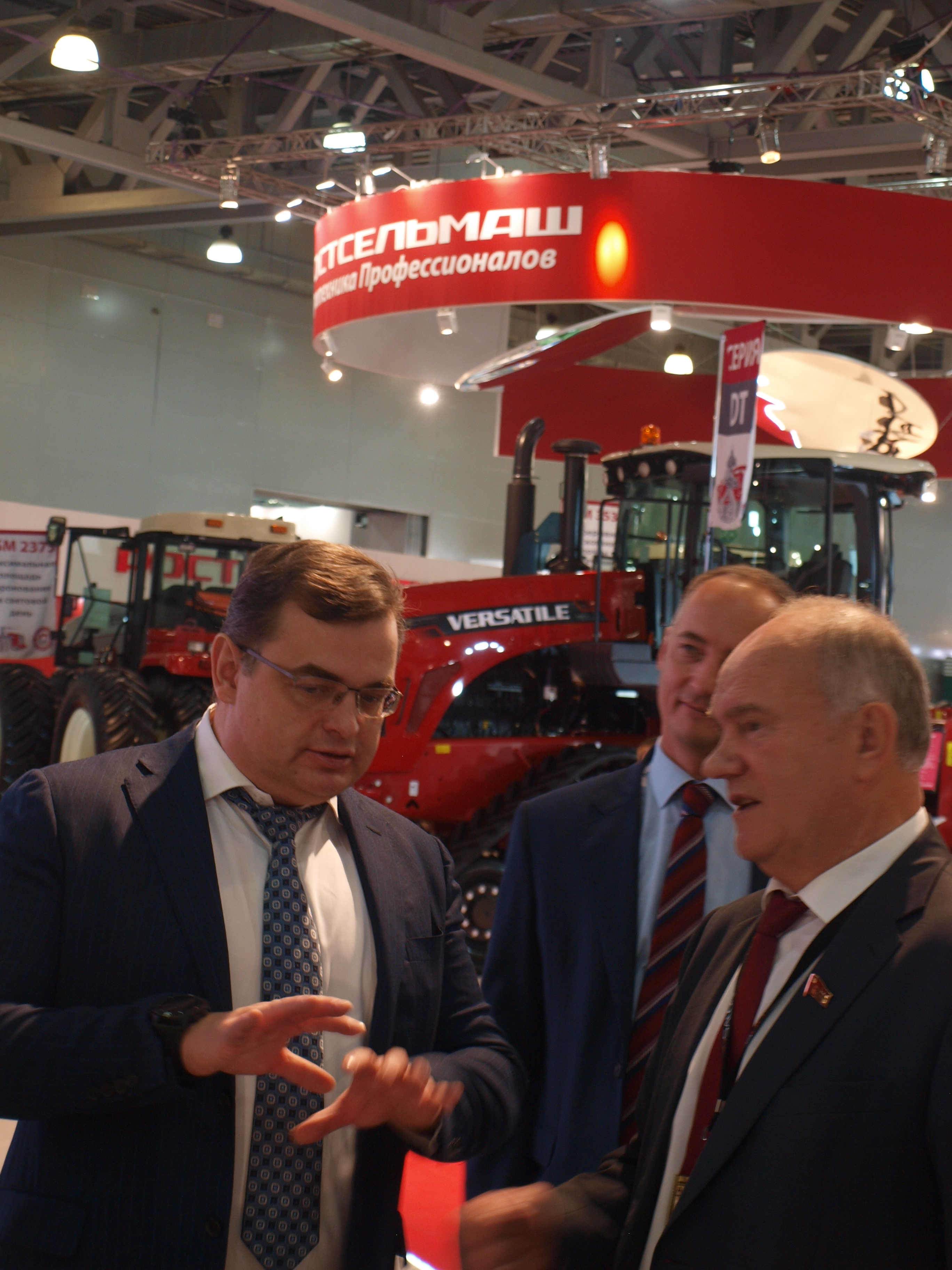
Автор аналитической записки
(второй справа) на стенде Ростсельмаша: Агросалон-2018

В середине сентября 2013 года В. В. Путин провёл в Усть-Лабинске совещание, на котором обсуждались вопросы, связанные со сбором урожая и сельским хозяйством в целом. В ходе дискуссии прозвучал вопрос: почему в России падают продажи отечественных комбайнов и тракторов. Снижение составило около 20 %, при том, что техника селян нуждалась в обновлении: её износ составлял 73 % по тракторам и 59 % по комбайнам. Государством же посредством компании «Росагролизинг» была запущена программа субсидирования соответствующих закупок, на что были выделены миллиарды рублей. Однако в России продажи сельхозтехники снижались на фоне того, что во всём мире они росли. На совещании прозвучало мнение, что российская сельхозтехника хотя и дешевле зарубежной, но она не пользуется спросом, так как хуже по качеству. Вместе с тем было заявлено, что сельхозмашиностроители готовы совершенствовать свою продукцию и реинвестировать прибыль в разработку новых видов техники, модернизацию производства и развитие новых технологий. Но проблема состояла в том, что прибыли почти нет, а повышать цены не даёт тот фактор, что по стоимости российская техника приблизится к зарубежной. При этом себестоимость продукции машиностроительной отрасли в России выше, чем в некоторых развитых странах, что создавало угрозу сельхозмашиностроению.
На совещании Владимиром Путиным Константину Бабкину был задан вопрос — почему завод Ростсельмаш не переносит производство тракторов из Канады в Россию. Ответ было предложено представить в виде записки.

## Содержание
В аналитической записке рассматривается функционирование одного и того же технико-технологического производственного комплекса в двух странах, различающихся «финансовым климатом»: в России и Канаде.

### Преамбула
Автор открытого письма следующим образом обозначил его формат: «Путин попросил написать записку о том, почему Ростсельмаш не переносит производство тракторов из Канады в Россию. Сравнить условия. Думаю, эта информация будет интересна и вам».

### Основные тезисы

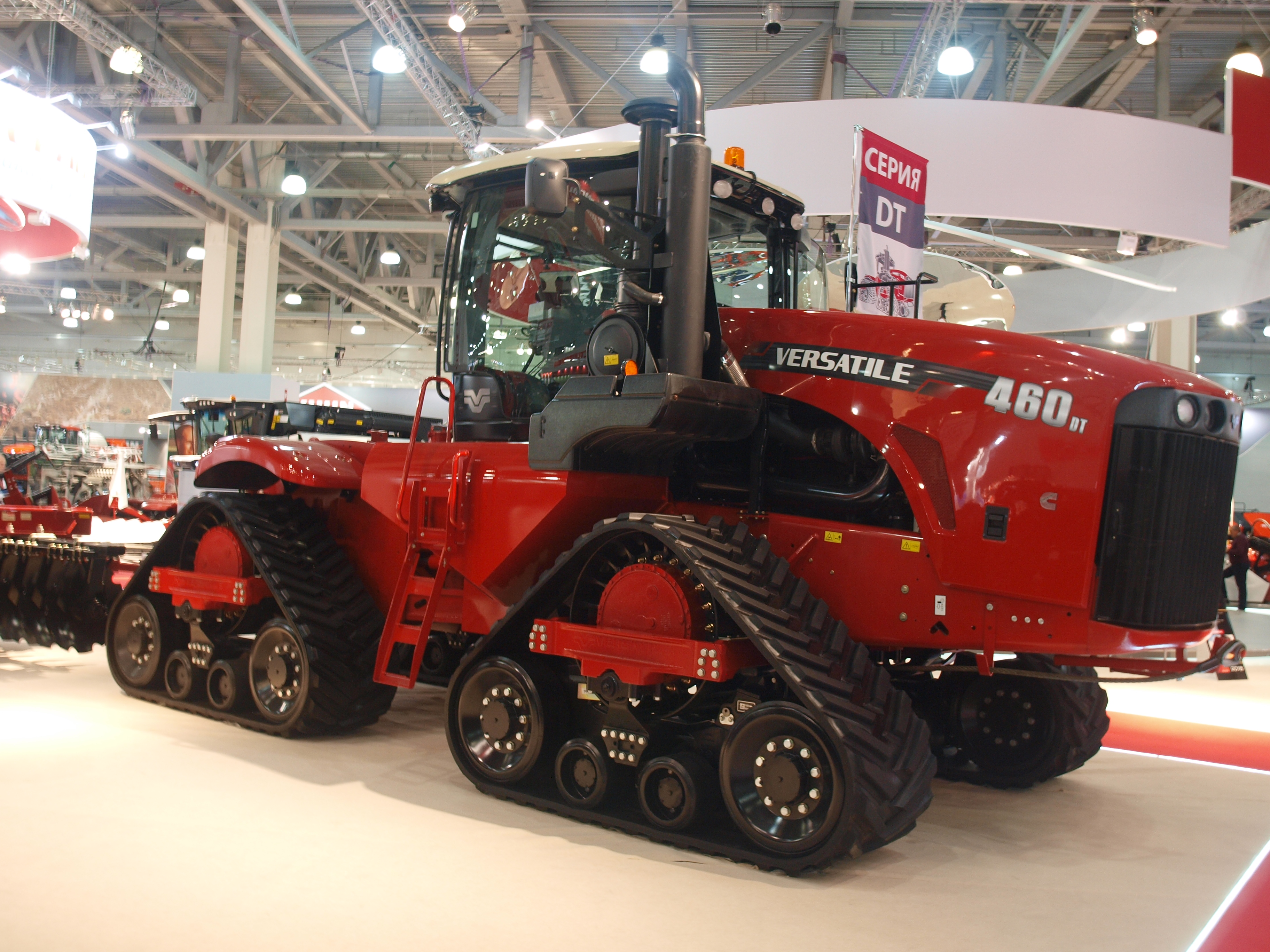
Трактор Versatile 460 Delta Track

Автор аналитической записки подробно проанализировал затраты одного и того же завода по производству тракторов в России и в Канаде, сопоставив десять показателей. Лишь по двум из показателей Россия оказалась предпочтительнее Канады — по оплате труда работников (в России она 66 % от канадской) и стоимости газа (экономия $ 0,7 млн в год). По остальным восьми пунктам расходы завода в Канаде — меньше. В России дороже обходятся охрана предприятия (на $ 0,9 млн), электроэнергия (на $ 2,1 млн) и транспорт (на $ 4,2 млн). Самая большая разница — по обслуживанию кредитов ($ 14,4 млн) и налоговой нагрузке ($ 26,1 млн). Кроме того, Россия отличается от Канады громоздкостью принятого у себя бухгалтерского учёта, слабостью государственной поддержки предпринимательства, общей атмосферой ведения бизнеса.
Кредиты в Канаде предоставляются под 2,3 %, в России — в среднем под 11,75 %.
В записке констатировалось: «В Канаде в 3,5 раза ниже отчисления в пенсионный фонд, в 2 раза ниже сборы за страхование от несчастных случаев, но в 2,8 раза выше подоходный налог. В итоге на рубль выданной на руки зарплаты в России необходимо заплатить налогов и отчислений 81 коп., а в Канаде — 72 коп».
По оценке Константина Бабкина разница в затратах на организацию производства тракторов в Канаде и России составляет $ 38 млн: в Канаде завод приносит ежегодно $ 16,4 млн, а в России — был бы чистый убыток на $ 21,7 млн, то есть прибыльный канадский завод, будучи перенесён в условия российской экономической ситуации, неминуемо разорится.
Основной вывод аналитической записки звучит следующим образом:

Как следует из проведённого анализа, перенос производства тракторов из Канады в Россию экономически нецелесообразен, так как либо ведёт к прямым убыткам, либо к росту цены на продукцию.

### Экономическая основа
Открытое письмо «Почему тракторный завод останется в Канаде» концептуально продолжает написанную в 2008 году книгу Константина Бабкина «Разумная промышленная политика, или как нам выйти из кризиса». В том труде автор изложил своё видение актуальной отечественной экономической ситуации и предложил варианты её оздоровления. Идеи книги стали программными пунктами Всероссийской политической партии «Партия дела», созданной и возглавляемой Константином Бабкиным.

## Републикации, ссылки в научных трудах
Аналитическая записка Константина Бабкина, вызвав «нешуточный скандал», была перепечатана в деловой периодике и деловых порталах, в ряде российских и зарубежных СМИ. Записка упоминается в деловой периодике, на деловых порталах, публицистике, введена в научный оборот: используется в качестве источника.

## Оценки
- По мнению ряда экономистов, в аналитической записке описана ситуация, которая при сохранении в РФ либерально-рыночной экономической модели может оказаться «для экономики России и страны самоубийственной»[44].
- Существует мнение, что автор аналитической записки «излишнее драматизирует» ситуацию, что он не вполне корректен в своих расчётах о налогах с зарплат работников, что он не сопоставляет рост зарплат с инфляцией[3].

## Реакция адресата
Реакции В. В. Путина на открытое письмо К. А. Бабкина (по информации на 4.01.2014), которая стала бы известна СМИ, не последовало.